# Lomaria coriacea
Lomaria coriacea là một loài dương xỉ trong họ Blechnaceae. Loài này được Schrad. mô tả khoa học đầu tiên năm 1818.
Danh pháp khoa học của loài này chưa được làm sáng tỏ.